# Cannibal Corpse
Cannibal Corpse je americká deathmetalová kapela založená v roce 1988. Dodnes vydala 16 studiových alb, jeden box set a tři živá alba. Skupina vešla ve známost díky jejím hororovým textům a velmi explicitními obaly alb a názvy písní. Je to jedna z prvních deathmetalových kapel, která se dostala na výsluní.
Mezi odpůrce kapely patřili např. americký politik a bývalý prezidentský kandidát Bob Dole a německá křesťanská aktivistka Christa Jenal, které se podařilo dosáhnout toho, že kapela nesměla v Německu hrát skladby z prvních tří LP. Prosadila i zrušení několika koncertů.

## Členové kapely

### Současní členové
- George „Corpsegrinder“ Fisher – growling (1995–)
- Erik Rutan – kytara (2021–)
- Rob Barrett – kytara (1993–1997, 2005–)
- Alex Webster – baskytara (1988–)
- Paul Mazurkiewicz – bicí (1988–)

### Bývalí členové
- Chris Barnes – growling (1988–1995)
- Bob Rusay – kytara (1988–1993)
- Jack Owen – kytara (1988–2004)
- Jeremy Turner – kytara (2004–2005)

Pat O'Brien – kytara (1997–2021)

## Diskografie

### Studiová alba
- Eaten Back to Life (1990)
- Butchered at Birth (1991)
- Tomb of the Mutilated (1992)
- The Bleeding (1994)
- Vile (1996)
- Gallery of Suicide (1998)
- Bloodthirst (1999)
- Gore Obsessed (2002)
- The Wretched Spawn (2004)
- Kill (2006)
- Evisceration Plague (2009)
- Torture (2012)
- A Skeletal Domain (2014)
- Red Before Black (2017)
- Violence Unimagined (2021)
- Chaos Horrific (2023)

### Dema
- Cannibal Corpse (1989)
- Created to Kill (1996)

### EP
- Hammer Smashed Face (1993)
- Worm Infested (2003)

### Kompilace
- 15 Year Killing Spree (2003)

### Živá alba
- Live Cannibalism (2000)
- Global Evisceration (2011)
- Torturing and Eviscerating (2013)

## Videografie
- Monolith of Death Tour '96–'97 (1997)
- Live Cannibalsim (2000)
- Hammer Smashed Laiterie (2006)